# Omphisa anastomosalis
Omphisa anastomosalis là một loài bướm đêm thuộc họ Crambidae. Chúng phân bố rộng khắp bao gồm Philippines, Indonesia, New Guinea, Ấn Độ, Sri Lanka, Malaysia, Đài Loan, Hawaii, Việt Nam, Trung Quốc, Nhật Bản, Campuchia, Lào, Myanmar và Thái Lan.
Sải cánh dài khoảng 33 mm. Adults have a reddish-brown body và reddish brown markings on white wings.
Ấu trùng ăn các loài Ipomoea batatas và other Convolvulaceae. 